# Chawinda
Chawinda é uma cidade do Paquistão localizada na província de Punjab.